# العالية (جازان)
قرية العالية، إحدى قرى منطقة جازان وهي قرية سكنية تابعة لمحافظة صبيا جنوب غرب السعودية، تبعد 12 كم باتجاه الجنوب من مدينة بيش.

## الموقع
تقع قرية العالية في الجزء الشمالي ضمن إقليم تهامة والذي ينحصر ما بين البحر الأحمر والمرتفعات الجبلية ويمر في هذا السهل وادي بيش وهو من أكبر أودية المنطقة والذي يرفده أكثر من تسعين رافداً وبذلك تتميز أراضي المنطقة بخصوبة أراضيها ذات الزراعات المتعددة، وتبعد القرية عن وادي بيش الواقع شرق القرية حوالي 4 كيلومتر، كما تبعد حوالي 65 كيلومترا بالاتجاه الشمالي الشرقي من مدينة جازان، لها عند خط طول 42 درجة وخط العرض 17 درجة.

## انظر ايضاً
- قايم الدش
- حلة السادة
- الخضراء

## وصلات خارجية
- بيانات المجلس البلدي من الأمانة العامة لشؤون المجالس البلدية.
- حصر الخدمات بالمدن والقرى بمنطقة جازان.
- دليل الخدمات بمنطقة جازان.
- مصلحة الإحصاءات العامة والمعلومات.